# Tangara chilensis
La tangara del paraíso (en Perú) (Tangara chilensis), también denominada tángara o tangará siete colores (en Colombia y Venezuela), o siete colores (en Ecuador y Venezuela), es una especie de ave paseriforme de la familia Thraupidae, perteneciente al  numeroso género Tangara. Es nativa de América del Sur, en la cuenca amazónica y el escudo guayanés.

## Distribución y hábitat
Se distribuye desde el sureste de Colombia,hacia el norte por el oeste del Paraguay,hacia el este por el sur y sureste de Venezuela, Guyana, Surinam, Guayana Francesa y cuadrante noreste de la Amazonia brasileña (al norte del río Amazonas); hacia el sur por el sur de Colombia, este de Ecuador, este de Perú, noroeste, oeste y sur de la Amazonia brasileña, hasta el noroeste y noreste de Bolivia. Está ausente del centro y este de la Amazonia brasileña.
Esta especie es considerada bastante común a común en sus hábitats naturales: el dosel y  los bordes de selvas húmedas, mayormente por debajo de los 1450 m de altitud.

## Descripción
Mide entre 13,5 y 15 cm de longitud y pesa en promedio 20,5 g. Inconfundiblemente colorida. La cabeza es verde brillante, la nuca y la parte superior del dorso y las alas son negras, pero la parte inferior del dorso hacia la cola es de color amarillo intenso. La garganta es lila o violeta; el pecho y el vientre azul turquesa. La rabadila es roja. El pico es negro y las patas grises.

## Comportamiento
Generalmente está en bandas de 4 a 20 individuos, que frecuentan la canopia alta y las copas emergentes de los árboles, buscan alimento por unos minutos y luego vuelan rápidamente a otros árboles altos distantes. A veces se asocian con otras especies de pájaros. Se alimentan de frutos, bayas e insectos.

## Sistemática

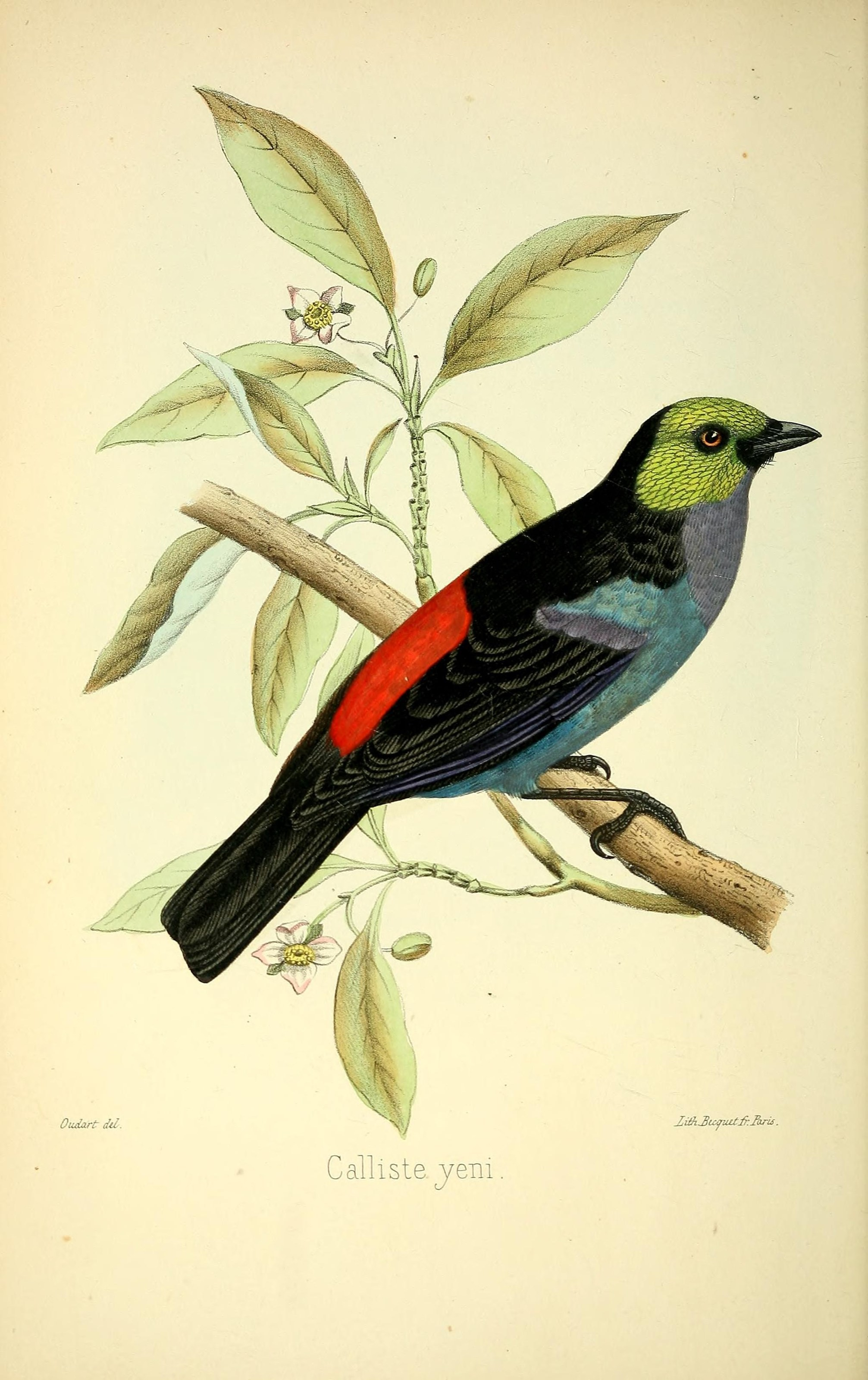
Calliste yeni = Tangara chilensis, ilustración de Oudart en A monograph of the birds forming the tanagrine genus Calliste, 1857.

### Descripción original
La especie T. chilensis fue descrita por primera vez por el zoólogo irlandés Nicholas Aylward Vigors en 1832 bajo el nombre científico Aglaïa chilensis; no fue dada localidad tipo pero se presume que errónemente Chile, enmendado posteriormente por «Bolivia».

### Etimología
El nombre genérico femenino Tangara deriva de la palabra en el idioma tupí «tangará», que significa «bailarín» y era utilizado originalmente para designar una variedad de aves de colorido brillante; y el nombre de la especie «chilensis» se refiere a la localidad tipo errada: Chile.

### Taxonomía
Los amplios estudios filogenéticos recientes demuestran que la presente especie es hermana del par formado por Tangara velia y T. callophrys.

### Subespecies
Según las clasificaciones del Congreso Ornitológico Internacional (IOC) y Clements Checklist/eBird v.2019 se reconocen cuatro subespecies, con su correspondiente distribución geográfica:
- Tangara chilensis caelicolor (P.L. Sclater), 1851 – Colombia a oriente de los Andes hasta el sur de Venezuela y noroeste de Brasil.
- Tangara chilensis chilensis (Vigors), 1832 – del sureste de Colombia al norte de Bolivia y oeste de la Amazonia brasileña.
- Tangara chilensis paradisea (Swainson), 1837 – este de Venezuela, las Guayanas y norte de Brasil.
- Tangara chilensis chlorocorys J.T. Zimmer, 1929 – centro norte de Perú (alto valle del Huallaga).